# Force de défense du peuple (Birmanie)

Drapeau des Forces de défense du peuple.

La Force de défense du peuple (en birman : ပြည်သူ့ကာကွယ်ရေးတပ်မတော် ; romanisé : Pyithụ Kakweyēi Tatmadaw ; litt. « Forces armées de défense populaire » ; en abrégé : PDF) est la branche armée du gouvernement d'unité nationale (NUG) de Birmanie. La branche armée est formée par le NUG le 5 mai 2021 en réponse au coup d'État du 1er février 2021 qui met au pouvoir la junte militaire et sa branche armée, la Tatmadaw. Elle incorpore des jeunes et des militants pro-démocratie. La junte militaire la désigne comme organisation terroriste le 8 mai 2021. En octobre 2021, le ministère de la Défense du gouvernement en exil annonce avoir formé un comité central pour coordonner les opérations militaires à travers le pays.
Selon le communiqué du NUG, les forces sont divisées en cinq commandements régionaux (commandements du Nord, du Sud, du Centre, de l'Est et de l'Ouest), chacun comprenant au moins trois brigades. Chaque brigade est composée de cinq bataillons répartis en quatre compagnies. Le 13 juillet 2021, le ministre de la Défense du gouvernement d'unité nationale, Yee Mon (en), déclare que l'effectif de la milice nouvellement formée devrait atteindre 8 000 hommes d'ici la fin du mois. Les estimations de The Irrawaddy évaluent le nombre de soldats à 65 000 en novembre 2022. Les dirigeants croient dans l'utilisation de tactiques de guérilla pour atteindre leurs objectifs.
Parmi ses alliés, il y a l'Armée Karen de libération nationale.